# Twenty20 Cup 2011
Der Twenty20 Cup 2011 (aus Sponsoringgründen als Friends Life t20 bezeichnet) war die neunte Saison der englischen Twenty20-Meisterschaft. Sieger waren die Leicestershire Foxes, die sich im Finale im Edgbaston Cricket Ground mit 18 Runs gegen Somerset durchsetzten.

## Format
Die 18 First-Class-Counties wurden nach regionalen Gesichtspunkten in zwei Gruppen mit jeweils neun Mannschaften aufgeteilt. In dieser Gruppenphase spielte jede Mannschaft einer Gruppe jeweils zweimal gegen jede andere. Nach dessen Abschluss qualifizierten sich die ersten vier einer Gruppe für die Viertelfinale. Die Halbfinale wurden dann zusammen mit dem Finale, vermarktet als Finals Day, an einem Tag ausgetragen.

## Gruppenphase

### North Group
| North Group                 | Sp. | S  | N  | U | NR | P  | NRR    |
| --------------------------- | --- | -- | -- | - | -- | -- | ------ |
| Nottinghamshire Outlaws     | 16  | 11 | 2  | 0 | 3  | 25 | +1.087 |
| Leicestershire Foxes        | 16  | 10 | 2  | 0 | 4  | 24 | +0.541 |
| Lancashire Lightning        | 16  | 9  | 5  | 1 | 1  | 20 | +0.459 |
| Durham Dynamos              | 16  | 6  | 6  | 0 | 4  | 16 | +0.678 |
| Worcestershire Royals       | 16  | 6  | 7  | 0 | 3  | 15 | -0.089 |
| Yorkshire Carnegie          | 16  | 6  | 7  | 0 | 3  | 15 | -0.548 |
| Derbyshire Falcons          | 16  | 4  | 8  | 1 | 3  | 12 | -0.489 |
| Warwickshire Bears          | 16  | 4  | 10 | 0 | 2  | 10 | -0.598 |
| Northamptonshire Steelbacks | 16  | 2  | 11 | 0 | 3  | 7  | -0.912 |

### South Group
| South Group                | Sp. | S  | N  | U | NR | Minus- punkte | Tabellen- punkte | NRR    |
| -------------------------- | --- | -- | -- | - | -- | ------------- | ---------------- | ------ |
| Hampshire Royals           | 16  | 11 | 2  | 0 | 3  | 2             | 23               | +1.093 |
| Sussex Sharks              | 16  | 9  | 5  | 0 | 2  | 0             | 20               | +0.061 |
| Kent Spitfires             | 16  | 9  | 5  | 0 | 2  | 0             | 20               | -0.205 |
| Somerset                   | 16  | 7  | 4  | 1 | 4  | 0             | 19               | +0.978 |
| Surrey Lions               | 16  | 7  | 6  | 0 | 3  | 0             | 17               | +0.131 |
| Essex Eagles               | 16  | 7  | 7  | 0 | 2  | 0             | 16               | -0.086 |
| Glamorgan Dragons          | 16  | 5  | 9  | 0 | 2  | 0             | 12               | +0.045 |
| Gloucestershire Gladiators | 16  | 4  | 11 | 0 | 1  | 0             | 9                | -0.473 |
| Middlesex Panthers         | 16  | 2  | 12 | 1 | 1  | 0             | 6                | -1.247 |

## Playoffs

### Viertelfinale
| 6. August Scorecard | Leicester | Kent Spitfires 203-3 (20)            | – | Leicestershire Foxes 206-7 (19.2) |
|                     |           | Leicestershire gewinnt mit 3 Wickets |   |                                   |

| 7. August Scorecard | Nottingham | Nottinghamshire Outlaws 169-5 (20) | – | Somerset 172-4 (19.1) |
|                     |            | Somerset gewinnt mit 6 Wickets     |   |                       |

| 7. August Scorecard | Southampton | Hampshire Royals 154-6 (20)   | – | Durham Dynamos 99 (18.3) |
|                     |             | Hampshire gewinnt mit 55 Runs |   |                          |

| 8. August Scorecard | Hove | Lancashire Lightning 152-8 (20) | – | Sussex Sharks 132-8 (20) |
|                     |      | Lancashire gewinnt mit 20 Runs  |   |                          |

### Halbfinale
| 27. August Scorecard | Birmingham | Leicestershire Foxes 132-6 (18) / 16 (0.5) | – | Lancashire Lightning 79-6 (11) / 13 (1) |
|                      |            | Leicestershire gewinnt im Super Over       |   |                                         |

| 27. August Scorecard | Birmingham | Hampshire Royals 138-4 (15.5) / 5/1 (1) | – | Somerset 94-6 (10) / 16 (1) |
|                      |            | Somerset gewinnt im Super Over          |   |                             |

### Finale
| 27. August Scorecard | Birmingham | Leicestershire Foxes 145-6 (20)    | – | Somerset 127-9 (20) |
|                      |            | Leicestershire gewinnt mit 18 Runs |   |                     |

## Statistiken

### Runs
Die meisten Runs der Saison wurden von den folgenden Spielern erzielt:
| Spieler            | Mannschaft      | Innings | Runs | Average | HS   | 100s | 50s |
| ------------------ | --------------- | ------- | ---- | ------- | ---- | ---- | --- |
| Andrew McDonald    | Leicestershire  | 17      | 584  | 53,09   | 96*  | 0    | 7   |
| Alex Hales         | Nottinghamshire | 16      | 544  | 34,00   | 78   | 0    | 5   |
| Stephen Moore      | Lancashire      | 17      | 522  | 34,80   | 76   | 0    | 4   |
| Marcus Trescothick | Somerset        | 16      | 507  | 39,00   | 108* | 1    | 3   |
| Azhar Mahmood      | Kent            | 14      | 485  | 40,41   | 106* | 1    | 3   |

### Wickets
Die meisten Wickets der Saison wurden von den folgenden Spielern erzielt:
| Spieler          | Mannschaft      | Balls | Wickets | Average | BBI  | 5W |
| ---------------- | --------------- | ----- | ------- | ------- | ---- | -- |
| Tim Phillips     | Essex           | 294   | 26      | 13,23   | 4/22 | 0  |
| Danny Briggs     | Hampshire       | 301   | 23      | 14,91   | 5/19 | 1  |
| Harry Gurney     | Leicestershire  | 299   | 23      | 15,39   | 3/25 | 0  |
| Darren Pattinson | Nottinghamshire | 295   | 23      | 17,39   | 5/25 | 1  |
| Tim Southee      | Essex           | 312   | 22      | 18,95   | 6/16 | 1  |